# Aconitum abnorme
Aconitum abnorme är en ranunkelväxtart som beskrevs av G. Grintescu. Aconitum abnorme ingår i släktet stormhattar, och familjen ranunkelväxter. Inga underarter finns listade i Catalogue of Life.